# Vatimont

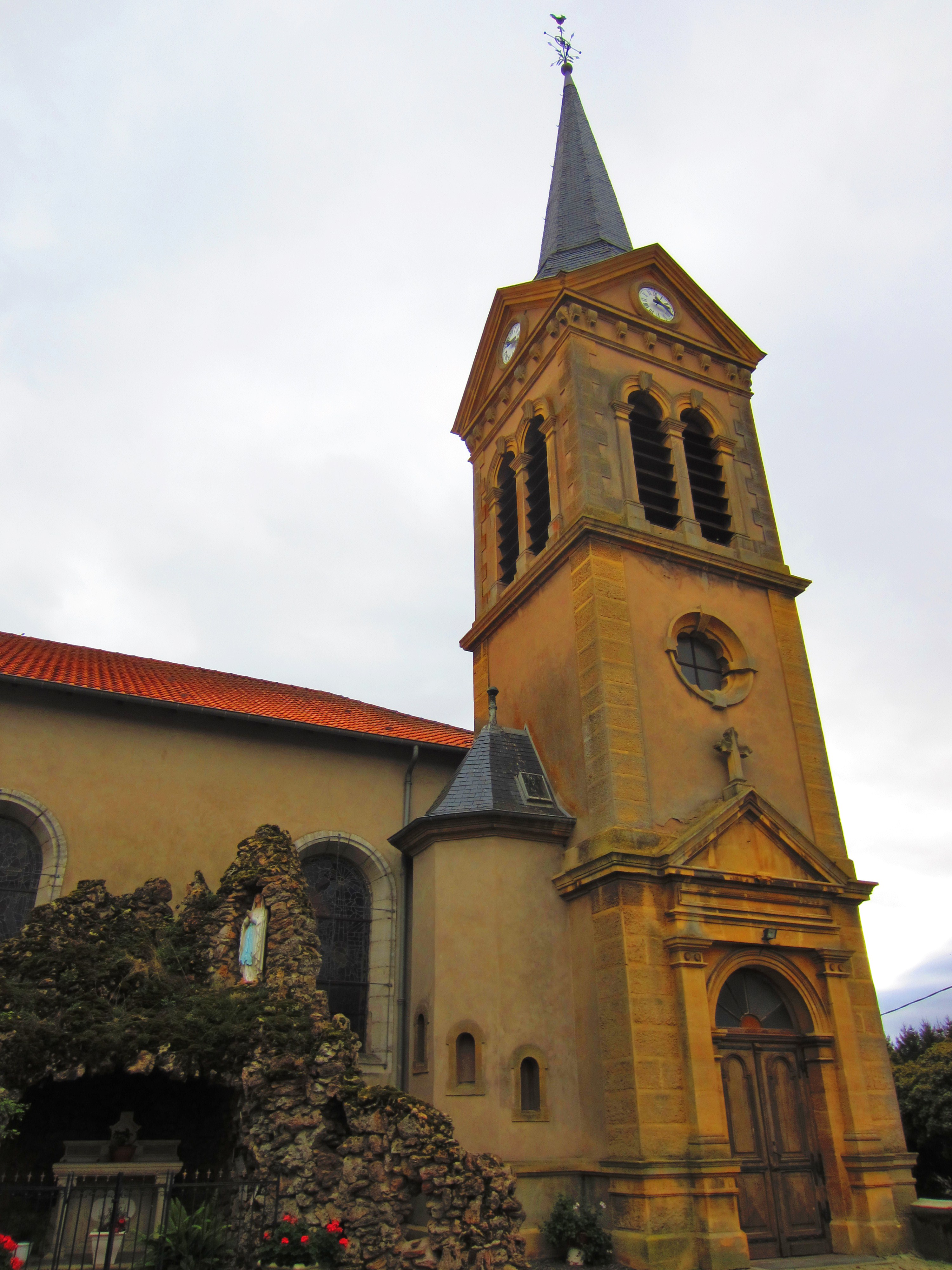
Kirche St. Martin

Vatimont (deutsch Wallersberg, lothringisch Vautieumont, auf lothringer Platt Wetersbourich) ist eine französische Gemeinde mit 307 Einwohnern (Stand 1. Januar 2022) im Département Moselle in der Region Grand Est (bis 2015 Lothringen).

## Geographie
Die Gemeinde liegt etwa 28 Kilometer südöstlich von Metz, 24 Kilometer östlich von Pont-à-Mousson und zwölf Kilometer südwestlich von Faulquemont (Falkenberg). Das Flüsschen Rotte bildet die südwestliche Gemeindegrenze.

## Geschichte
Der Ort gehörte früher zum Herzogtum Lothringen im Heiligen Römischen Reich. Er wurde im 12. Jahrhundert erstmals als Walterimont erwähnt und liegt auf der französischen Seite der historischen deutsch-französischen Sprachgrenze.  1766 wurde er vom Königreich Frankreich annektiert.
Das Gemeindewappen ist von den Symbolen der Familien Vernier und Michelet inspiriert, die im 17. und 18. Jahrhundert die Herrschaft Vatimont besaßen.
Durch den Frankfurter Frieden vom 10. Mai 1871 kam die Region an das deutsche Reichsland Elsaß-Lothringen, und das Dorf wurde dem Kreis Bolchen im Bezirk Lothringen zugeordnet. Französisch blieb aber Amts- und Umgangssprache. Die Dorfbewohner betrieben Getreide-, Wein-, Obst und Gemüseanbau. 1910 hatte der Ort 467 Einwohner.
Nach dem Ersten Weltkrieg musste die Region aufgrund der Bestimmungen des Versailler Vertrags 1919 an Frankreich abgetreten werden und wurde Teil des Département Moselle. Im Zweiten Weltkrieg war die Region von der deutschen Wehrmacht besetzt.
Im Rathaus ist ein 1791 als Erinnerungsstück der Gemeinde geschenkter Originalstein aus der Bastille ausgestellt, der in eine Wand eingelassen ist.

### Bevölkerungsentwicklung
| Jahr      | 1962 | 1968 | 1975 | 1982 | 1990 | 1999 | 2007 | 2019 |
| Einwohner | 318  | 313  | 322  | 347  | 340  | 337  | 361  | 317  |

## Belege
1. ↑  Landesaufnahme Preussen (Herausgeber): Karte des Deutschen Reiches, 1:100 000, Teil IV/IV: Blatt 451-674. 1908, abgerufen am 3. November 2023.
2. ↑  Administration générale des postes (Hrsg.): Dictionnaire des postes aux lettres. Imprimerie Royale, Paris 1845.
3. 1 2  Eugen H. Th. Huhn: Deutsch-Lothringen. Landes-, Volks- und Ortskunde, Stuttgart 1875, S. 372  (google.books.de).
4. ↑  Franz Xaver Kraus: Kunst und Alterthum in Elsass-Lothringen. Beschreibende Statistik. Band III: Kunst und Althertum in Lothringen, Friedrich Bull, Straßburg 1886,  S. 1030 (books-google.de).
5. ↑  Wappenbeschreibung auf genealogie-lorraine.fr (französisch)